# Cynthia Pepper
Cynthia Pepper (nacida Cynthia Anne Culpepper; 4 de septiembre de 1940) es una actriz estadounidense retirada cuyo principal trabajo se desarrolló durante los primeros años de la década de 1960. Fue la estrella de la serie de televisión Margie de 1961–1962. Interpretó a Midge (una soldado de primera clase de la WAC) en Kissin' Cousins (1964), de Elvis Presley.

## Primeros años
Culpepper nació en Los Ángeles el 4 de septiembre de 1940, hija del artista Jack Pepper (Edward Jackson Culpepper), y de la segunda esposa de Pepper, Dawn Stanton. Su padre fue pareja de baile de Ginger Rogers antes de Fred Astaire. Su madre también era bailarina.
Tras graduarse en la Escuela Preparatoria Hollywood, Pepper trabajó como modelo y mecanógrafa y tomó clases nocturnas en el Los Angeles City College.

## Carrera
A los 18 años, Pepper apareció en un episodio de Divorce Court en televisión. En 1960-1961, fue elegida para interpretar a la adolescente de al lado Jean Pearson, el interés romántico del joven Mike Douglas (Tim Considine) en My Three Sons. Al año siguiente, Pepper protagonizó Margie, en el papel de la adolescente de los felices años veinte Margie Clayton. Pepper tenía 21 años cuando empezó Margie.
En 1964, Pepper apareció en un episodio de Perry Mason, titulado "The Case of the Drifting Dropout".
En 1965, Pepper fue nombrada coprotagonista de Sally and Sam, una serie "programada provisionalmente" para emitirse de 9:30 a 10 p.m., hora del este, los lunes en la CBS.
También actuó como invitada en el papel de Amanda Peterson en un episodio de The Addams Family, titulado "New Neighbors Meet the Addams Family".

## Vida personal
El 17 de abril de 1960, Pepper se casó con Mervyn Edwards.